# (24948) Babote
(24948) Babote (1997 NU6) – planetoida z grupy pasa głównego asteroid okrążająca Słońce w ciągu 4,7 lat w średniej odległości 2,81 j.a. Odkryta 9 lipca 1997 roku.